# Soledadiella
Soledadiella is een geslacht van hooiwagens uit de familie Zalmoxioidae.
De wetenschappelijke naam Soledadiella is voor het eerst geldig gepubliceerd door M. A. González-Sponga in 1987. 

## Soorten
Soledadiella omvat de volgende 3 soorten:
- Soledadiella barinensis
- Soledadiella macrochelae
- Soledadiella pentaculeata